# Marek (prawosławny patriarcha Antiochii)
Marek – prawosławny patriarcha Antiochii w latach 1308–1342.